# Lycopsida
De Lycopsida, ook lycofyten of Lycopodiopsida genoemd, vormen een klasse van vaatplanten (Tracheophyta), waartoe onder ander de wolfsklauwen en de biesvarens behoren. 
De lycofyten zijn evolutionair gezien zeer oude plantengroepen; een van de meest primitieve vaatplanten die nog niet zijn uitgestorven en worden daarom wel levende fossielen genoemd. Tot de lycofyten behoren fossiele groepen die dateren uit het Siluur (ca. 425 miljoen jaar geleden). In het Carboon waren de lycofyten de dominante planten op Aarde, met boomachtige vertegenwoordigers die tientallen meters hoog konden worden. Hedendaagse soorten zijn over het algemeen klein.
De levende lyfocyten hebben dichotoom vertakte stengels met eenvoudige bladeren, microfyllen genaamd, en planten zich voort door middel van sporen die zich bevinden in sporangia aan de zijkanten van de stengels, meestal aan de basis van de bladeren.
De lyfocyten zijn als klasse opgenomen in het PPG I-systeem, zoals dat in 2016 door de Pteridophyte Phylogeny Group (PPG) is gepubliceerd.
Er worden drie ordes onderscheiden: de Lycopodiales, de Isoetales en de Selaginellales. De familie Lycopodiaceae wordt geplaatst in de orde Lycopodiales, terwijl de Isoetaceae geplaatst wordt in de orde Isoetales. Bij deze groep hoort ook Selaginella, die niet van nature in Nederland en België voorkomt, en die ingedeeld wordt in de orde Selaginellales. 

## Taxonomie
In de 23e druk van de "Heukels" wordt de naam Lycopsida gebruikt voor de klasse die de wolfsklauwfamilie (Lycopodiaceae) omvat, met vijf soorten in Nederland, alsook de biesvarenfamilie (Isoetaceae), met twee soorten in Nederland.
In andere literatuur wordt de groep ook wel onder andere namen behandeld, al dan niet in een andere rang. Dergelijke andere namen die gebruikt worden zijn Lycophyta, Lycopodiophyta, Lycopodiopsida. Hierbij is
- Lycophyta een beschrijvende plantennaam die in elke rang (boven die van familie) gebruikt mag worden.
- Lycopodiophyta een naam in de rang van afdeling (divisio of phylum), gevormd uit de familienaam Lycopodiaceae.
- Lycopodiopsida een naam in de rang van klasse, gevormd uit de familienaam Lycopodiaceae. Deze naam kan gebruikt worden voor de hele groep, maar, afhankelijk van taxonomisch inzicht, ook voor een deelgroep (binnen de Lycopodiophyta).

## Evolutie
De lycofyten zijn een zeer oude groep van planten, die in het verre verleden veel groter was. Uit fossiele vondsten uit het Devoon en Carboon zijn boomgrote vertegenwoordigers bekend, die geplaatst worden in een orde Lepidodendrales, een van de vele ordes met alleen fossiele vertegenwoordigers.